# Олве
Олве је лик из романа „Силмарилион“ Џ. Р. Р. Толкина. Он је био брат Тингола и краљ Телера.
Олве је био међу првим Вилењацима у Средњој земљи. Они су се пробудили код језера Кујвијенен, а касније су добили позив од Валара да се настане у њиховој земљи Валинору. Олве и његов брат Елве (касније назван Тингол) су били вође највеће и последње групе Вилењака која је стигла на запад, Телера.
У Олвеовој војсци био је Вилењак Ленве, који се побунио и није хтео да пређе море како би дошао до Валинора. Он је остао у Средњој земљи, а његов син Денетор је помагао у каснијим биткама против Мрачног господара Моргота. Олвеов брат Елве је такође напустио марш ка западу, јер се на путу заљубио у Мелијану, која је била од рода Мајара. Његови рођаци га нису пронашли, те је Олве преузео целокупну краљевску власт над Телерима и наставио пут. 
Телери су стигли на обале мора дуго пошто су прве две војске Вилењака, Ванјари и Нолдори, отишли. Ту су провели много година заједно са својим краљем Олвеом, и спријатељили се са Мајарима Осеом и Уинен. На крају, Валари су послали Улмоа да их преведе преко мора. Олве се настанио на најисточнијим обалама континента Аман, на ком се налазио Валинор. Он је ту боравио са својим народом, у луци Алквалондеу.
Када су се Нолдори, предвођени Феанором, побунили против Валара и желели да напусте Валинор и Аман, Олве им се супротставио и није желео да им уступи бродове Телера. То је проузроковало борбу између две расе Вилењака и родоубијање које је навукло проклетство на Нолдоре.
Олвеова ћерка Еарвена била је жена Финарфина, те су њихова деца, укључуујући и Галадријелу, били у блиском сродству са Телерима и краљем Тинголом, који им је пружио гостопримство у Средњој земљи. 